# Forte de Nossa Senhora da Natividade
O Forte de Nossa Senhora da Natividade, 38° 57′ 56″ N, 9° 25′ 09″ O, localiza-se na Ericeira, concelho de Mafra, Distrito de Lisboa, em Portugal.

## História
Foi erguido em 1706 sob o reinado de Pedro II de Portugal, para defesa do porto de pesca e praia dos Pescadores.
Em 1821 encontrava-se abandonado e em mau estado de conservação, ainda em consequência da Guerra Peninsular. O relatório de inspeção em 1823 informa que o lado sul do forte desabara parcialmente e que se encontravam arruinadas as duas rodas dos reparos das duas peças de artilharia. No ano seguinte (1824), encontrava-se guarnecido por um sargento e cinco soldados da 6ª Companhia de Veteranos. Um Ofício Régio, datado de 1829, determinou que o forte desse salvas nos dias de festividades. Em 1831 foram substituídas as peças de artilharia de bronze, do calibre 12.
Posteriormente, em 1886 registou-se o desabamento de parte da muralha de sustentação do forte. Em 1891 as suas dependências passaram a abrigar a guarnição da Guarda Fiscal.
No século XX, após campanha de recuperação empreendida pela Junta de Turismo da Ericeira e pela Câmara Municipal de Mafra, o forte foi aberto ao público em 1976.

## Características
Apresenta planta no formato de um "U" irregular, com volumetria escalonada, culminando com cobertura em terraço.
É composto por uma bateria lajeada a oeste, guarnecida por parapeito simples com canhoneiras (com capacidade para 4 ou 5 peças de artilharia), pelos edifícios dos quartéis (três, com tetos abobadados) e pelo paiol. No muro pelo lado de terra rasga-se o portão de armas, em arco de volta perfeita de cantaria encimado por lápide e pedra de armas real.